# ادوارد
ادوارد (Edward، Edvard) نامی‌است ویژهٔ مردان. اد، ادی، ند، تد و تدی صورت‌های کوتاه‌شده یا دگرگون‌شدهٔ این‌نامند. این نام در زبان لهستانی ادوارت تلفظ می‌شود و برابر ایتالیایی و اسپانیایی آن نیز ادواردو می‌باشد.
واژهٔ ادوارد ریشه در زبان انگلیسی باستان دارد، ساخته‌شده از دو بخش ead به معنای دارا و weard به معنای نگهبان که روی‌هم‌رفته معنای نگهبان ثروتمند را می‌رساند. نخستین ادوارد نامی، ادوارد خستو یا ادوارد قدیس ، پادشاه انگلستان در پیش از حملهٔ نورمن‌ها بود که این ادوارد پادشاهی دادگر و محبوب بوده‌است. ادوارد از انگشت‌شمار نام‌های انگلیسی است که در میان کشورهای ناانگلیسی‌زبان اروپایی نیز رواج دارد.
همچنین، نام ادوارد به معنای ثروت، خوش بختی و کامیابی است.

## منبع
"Behind the Name" (به انگلیسی).